# Giải LVFCS cho phim hay nhất
Giải LVFCS cho phim hay nhất là một trong các giải của Las Vegas Film Critics Society dành cho một phim được bầu chọn là hay nhất trong năm. Giải này được lập từ năm 1997.

## Các phim đoạt giải

### Thập niên 1990
| Năm  | Phim                | Đạo diễn         |
| ---- | ------------------- | ---------------- |
| 1997 | Titanic             | James Cameron    |
| 1998 | Saving Private Ryan | Steven Spielberg |
| 1999 | American Beauty     | Sam Mendes       |

### Thập niên 2000
| Năm  | Phim                                          | Đạo diễn          |
| ---- | --------------------------------------------- | ----------------- |
| 2000 | Erin Brockovich                               | Steven Soderbergh |
| 2001 | Memento                                       | Christopher Nolan |
| 2002 | Confessions of a Dangerous Mind               | George Clooney    |
| 2003 | The Lord of the Rings: The Return of the King | Peter Jackson     |
| 2004 | The Aviator                                   | Martin Scorsese   |
| 2005 | Brokeback Mountain                            | Ang Lee           |
| 2006 | The Departed                                  | Martin Scorsese   |
| 2007 | No Country for Old Men                        | Ethan & Joel Coen |
| 2008 | Frost/Nixon                                   | Ron Howard        |

### Thập niên 2010
| Năm  | Phim               | Đạo diễn      |
| ---- | ------------------ | ------------- |
| 2010 | The Social Network | David Fincher |

Bản mẫu:LVFCS Awards Chron